# 光電化學電池
光電化學電池（英語：photoelectrochemical cell）是兩種不同類別的設備。第一種類似染料敏化太陽能電池產生電能，滿足光伏電池的標准定義。第二種是光電解電池（photoelectrolytic cell），入射至光敏劑、半導體或浸在電解液中的水性金屬上的光直接引起化學反應，例如通過水電解產生氫的裝置。
兩種類型的設備都是太陽能電池的變體，其中光電化學電池的功能是利用光電效應（或非常類似的光伏效應）將電磁輻射（通常是太陽光）直接轉換為電能或轉換為本身可以很容易地用來產生電力（例如，可以燃燒產生氫以產生電能，參見光氫）。

## 外部連結
- EERE-Photoelectrochemical Generation of Hydrogen Using Heterostructural Titania Nanotube ArraysMano （页面存档备份，存于）
- Wired